# Odd Future Wolf Gang Kill Them All
Odd Future Wolf Gang Kill Them All (kurz: OFWGKTA, auch Wolf Gang), meist nur Odd Future genannt, war eine US-amerikanische Hip-Hop-Gruppe aus Los Angeles, Kalifornien. Der Rapper Tyler, the Creator war Gründer und Frontmann der Gruppe, die gemäß seinen Angaben 60 Mitglieder umfasste. Manager der Gruppe waren Christian und Kelly Clancy.

## Geschichte
Odd Future formierte sich im Jahr 2007 in Los Angeles als Skate-Gruppe, aus Spaß rappten sie ab und zu. Zur Urbesetzung zählen: Tyler, the Creator (Tyler Okonma), Left Brain (Vyron Turner), Hodgy Beats (Gerard Damien Long), Matt Martians (Matthew Martin), Jasper Dolphin (Davon Wilson) und Casey Veggies (Casey Jones). An einem gewissen Punkt vor der Veröffentlichung von Bastard, Tylers Mixtapedebüt, arbeitete auch Brandun DeShay mit der Gruppe zusammen und rappte auf einer Spur von Session zusammen mit Tyler, aber sie zankten sich und später wurde DeShays Spur von Mike G ersetzt. Sie entwarfen eine eigene Website, auf welcher sie ihre selbstproduzierten Werke kostenlos zum Download zur Verfügung stellten. Mitglied Earl Sweatshirt war nach dem ersten Mixtape der Gruppe bis zum März 2012 nicht mehr bei der Gruppe, da seine Mutter, Cheryl Harris, eine Professorin, ihn auf die Coral Reef Academy, ein Internat für schwer erziehbare Jungen geschickt hatte, damit er keinen Kontakt zum Rest des Kollektivs hatte. Odd Future war lange Zeit independent, also bei keinem Majorlabel unter Vertrag stehend, für Tyler, the Creators zweites Album Goblin unterschrieb er einen Vertrag mit dem Label XL Recordings.
Der Stil der Gruppe wurde oft als Horrorcore bezeichnet, da sich Odd Future selbst aber nicht als Horrorcore-Rapper sehen, sagten sie dies unter anderem auf Twitter, in Interviews und in dem Song Sandwitches von Tyler, the Creator und Hodgy Beats, in dem Tyler „And we don't fucking make horrorcore, you fucking idiots Listen deeper than the music before you put it in a box, Wolf Gang“ im Outro klarstellte. Daraufhin ordnete Pitchfork Media die Gruppe dem Indie-Rap zu.
Im April 2011 gründete die Gruppe ihr eigenes Label Odd Future Records. Die meisten der Songs werden in einem Zimmer im Haus der beiden Bandmitglieder Syd tha Kyd und Taco Bennett aufgenommen, den sie „The Trap“ nennen. 2011 war die Gruppe für den O Music Award und den MTV2 Sucker Free Award nominiert.
Im Mai 2015 gab Tyler, The Creator auf Twitter bekannt, dass Odd Future sich aufgelöst habe.

## Mitglieder

### Einzelne Mitglieder
- Tyler, the Creator (Rapper, Produzent, Schauspieler, Regisseur)
- Hodgy Beats (Rapper, gelegentlicher Produzent)
- Left Brain (Produzent, gelegentlicher Rapper)
- Frank Ocean (Sänger, Rapper, Produzent)
- Syd tha Kyd (Produzentin, DJ, Tonmeisterin, Sängerin)
- Domo Genesis (Rapper)
- Earl Sweatshirt (Rapper, gelegentlicher Produzent)
- Mike G (Rapper)
- Matt Martians (Produzent, Tonmeister, Sänger)
- Hal Williams (Produzent, Rapper)
- Jasper Dolphin
- Taco Bennet
- L-Boy

Jasper, Taco und L-Boy sind zwar offizielle Mitglieder der Gruppe, jedoch sind sie weder professionelle Rapper noch Produzenten. Trotzdem sind sie auf manchen Songs zu hören, außerdem stehen die drei zusammen mit Tyler, the Creator für die Show Loiter Squad vor der Kamera. Der Rapper Vince Staples begann seine Musikkarriere zwar in den Kreisen der Odd Future Wolf Gang und ist auch eng mit Earl Sweatshirt befreundet, betont aber ausdrücklich, nicht Mitglied der Gruppe zu sein.

### Zusammenschlüsse innerhalb Odd Futures
Innerhalb der Gruppe gibt es mehrere kleinere Zusammenschlüsse von zwei oder drei Mitgliedern.
- MellowHype

Bestehend aus Hodgy Beats und Left Brain
- The Internet

Bestehend aus Syd tha Kyd und Matt Martians
- The Jet Age of Tomorrow

Bestehend aus Matt Martians und Hal Williams
- EarlWolf

Bestehend aus Tyler, the Creator (Wolf) und Earl Sweatshirt
- Sweaty Martians

Bestehend aus Earl Sweatshirt und Matt Martians
- MellowHigh

Bestehend aus Hodgy Beats, Domo Genesis und Left Brain
- I Smell Panties

Bestehend aus Tyler, The Creator und Jasper Dolphin

### Assoziierte Künstler
Trash Talk, BadBadNotGood, Casey Veggies, Kilo Kish, Vince Staples.

## Diskografie

### Studioalben
| Jahr | Titel Musiklabel                                    | Höchstplatzierung, Gesamtwochen, AuszeichnungChartplatzierungen (Jahr, Titel, Musiklabel, Platzierungen, Wochen, Auszeichnungen, Anmerkungen) | Höchstplatzierung, Gesamtwochen, AuszeichnungChartplatzierungen (Jahr, Titel, Musiklabel, Platzierungen, Wochen, Auszeichnungen, Anmerkungen) | Anmerkungen                         |
| Jahr | Titel Musiklabel                                    | UK | US | Anmerkungen                         |
| ---- | --------------------------------------------------- | --- | --- | ----------------------------------- |
| 2012 | The Odd Future Tape Vol. 2 Odd Future Records (RED) | UK40 (1 Wo.)UK | US5 (6 Wo.)US | Erstveröffentlichung: 20. März 2012 |

### Kompilationen
| Jahr | Titel Musiklabel                       | Anmerkungen                           |
| ---- | -------------------------------------- | ------------------------------------- |
| 2008 | 12 Odd Future Songs Odd Future Records | Erstveröffentlichung: 3. Oktober 2011 |

### Mixtapes
| Jahr | Titel Musiklabel                 | Anmerkungen                             |
| ---- | -------------------------------- | --------------------------------------- |
| 2008 | The Odd Future Tape Selbstverlag | Erstveröffentlichung: 15. November 2008 |
| 2010 | Radical Selbstverlag             | Erstveröffentlichung: 7. Mai 2010       |

## Loiter Squad
Am 8. September 2011 kündigte die Gruppe an, die Fernsehshow Loiter Squad auf Adult Swim auszustrahlen. Die Show ist eine Sketch Comedy.